# Vadim Zakharov (Pianist)
Vadim Zakharov (* 1946) ist ein  russischer Pianist.
Zakharov studierte am Moskauer Konservatorium bei Jacob Milstein und war Preisträger des Busoni-Wettbewerbes in Bozen und des Bach-Wettbewerbes in Leipzig. 1989 wanderte er nach Paris, später nach Japan aus, wo er an der Nagoya University unterrichtete.
Zu seinen musikalischen Partnern zählen Solisten wie Gidon Kremer, Yo Yo Ma, Yuri Bashmet, Wiktor Tretjakow, Natalia Gutman, Ivan Monighetti und  Tatiana Grindenko, und er trat unter den Dirigenten Nikolaus Harnoncourt, Gennadi Roschdestwenski, Eri Klas, Neeme Järvi, Mario Brunello, Christoph Eschenbach, Dmitri Kitajenko und anderen auf. Bei der Ersten Sviatoslav Richter International Piano Competition 2005 in Moskau wurde er mit dem Publikumspreis ausgezeichnet. In Frankreich wirkte er als künstlerischer Leiter des Festivals Les Symphoniques d’Argent.